# Retusigaster eremita
Retusigaster eremita är en stekelart som först beskrevs av Kokujev 1904.  Retusigaster eremita ingår i släktet Retusigaster och familjen bracksteklar. Inga underarter finns listade i Catalogue of Life.